# Darja Wjatscheslawowna Gruschina
Darja Wjatscheslawowna Gruschina (russisch Дарья Вячеславовна Грушина, wiss. Transliteration Dar'ja Vjačeslavovna Grušina; * 26. März 1998 in Sankt Petersburg) ist eine ehemalige russische Skispringerin.

## Werdegang
Vor den internationalen FIS-Wettkampfspringen nahm Gruschina an nationalen Springen teil. So gewann sie am 5. Februar 2012 den Kärntner Landescup in Villach. Sie führte am 7. Dezember 2012 ihren Erstsprung auf der bis dahin unbesprungenen K 95 Olympiaschanze in Sotschi durch. Seit Anfang Januar 2013 nimmt sie am FIS-Cup teil. Sie wurde in Râșnov Vierte und Zweite. Bei ihren ersten Nordischen Junioren-Skiweltmeisterschaften 2013 in Liberec wurde sie im Einzel 31. und Sechste im Team. Gruschina springt auch im Continentalcup. In der Sommer Grand-Prix Saison 2013 kam sie in allen sechs Springen nicht in den zweiten Durchgang und wurde einmal disqualifiziert. Sie wurde 2013 russische Vize-Staatsmeisterin und gehört seit 2013 dem Nationalteam und Junioren-Kader des russischen Nationalteams an. Sie gab ihr Debüt im Weltcup am 7. Dezember 2013 in Lillehammer mit Platz 48. Bei ihren zweiten Nordischen Junioren-Skiweltmeisterschaften 2014 in Val di Fiemme sprang sie im Einzel auf den 28. Platz und im Team auf den sechsten Platz wie ein Jahr zuvor. Während der Olympischen Winterspiele 2014 sprang sie im Continentalcup in Lahti und dort landete sie mit Platz acht ihre beste Platzierung der Saison.

## Statistiken

### Weltcup-Platzierungen
| Saison  | Platz | Punkte |
| ------- | ----- | ------ |
| 2013/14 | 61.   | 05     |

### Grand-Prix-Platzierungen
| Saison | Platz | Punkte |
| ------ | ----- | ------ |
| 2014   | 27.   | 11     |

### Continental-Cup-Platzierungen
| Saison  | Sommer | Sommer | Winter | Winter | Gesamt | Gesamt |
| Saison  | Platz  | Punkte | Platz  | Punkte | Platz  | Punkte |
| ------- | ------ | ------ | ------ | ------ | ------ | ------ |
| 2012/13 | —      | —      | —      | —      | 14.    | 66     |
| 2013/14 | 30.    | 03     | —      | —      | 43.    | 03     |
| 2014/15 | 30.    | 03     | —      | —      | 55.    | 03     |

## Privates
Gruschina besuchte die Elite-Sportschule in Wyborg.